# Cervera de la Cañada (kommunhuvudort)
Cervera de la Cañada är en kommunhuvudort i Spanien.   Den ligger i provinsen Provincia de Zaragoza och regionen Aragonien, i den nordöstra delen av landet, 200 km nordost om huvudstaden Madrid. Cervera de la Cañada ligger 692 meter över havet och antalet invånare är 328.
Terrängen runt Cervera de la Cañada är kuperad åt nordost, men åt sydväst är den platt. Runt Cervera de la Cañada är det ganska tätbefolkat, med 111 invånare per kvadratkilometer. Närmaste större samhälle är Calatayud, 11,7 km sydost om Cervera de la Cañada. Omgivningarna runt Cervera de la Cañada är i huvudsak ett öppet busklandskap.